# Jemiljewka
Jemiljewka (ros. Емильевка) – wieś (ros. деревня, trb. dieriewnia) w zachodniej Rosji, w sielsowiecie lipowskim rejonu wołowskiego w obwodzie lipieckim.

## Geografia
Miejscowość położona jest nad ruczajem Wierchnij Małowiec, 1 km od centrum administracyjnego sielsowietu lipowskiego (Lipowiec), 5 km od centrum administracyjnego rejonu (Wołowo), 130 km od stolicy obwodu (Lipieck).
W granicach miejscowości znajduje się ulica Mołodiożnaja (61 posesji).

## Demografia
W 2012 r. miejscowość zamieszkiwało 168 osób.